# Abdul Raheem Glaiati
Abdul Raheem Glaiati va ser un reconegut poeta i editor de premsa del Sudan. Entre 1914 i 1917 publicà el diari Al-Ra'id (El Pioner). Per haver publicat un article on descrivia el baix nivell de vida del poble sudanès, va ser deportat a Egipte.